# 哨戒艇24号
哨戒艇24号（ローマ字：PB No.24, PB-924）は、海上自衛隊の哨戒艇。19号型哨戒艇の6番艇。

## 艦歴
「哨戒艇24号」は、昭和46年度計画18t型哨戒艇926号艇として、IHIクラフト横浜工場で1971年12月24日に起工され、1972年3月8日に進水、1972年3月31日に就役し、佐世保地方隊佐世保防備隊第3港湾哨戒隊に編入された。
1987年7月1日、地方隊改編により佐世保防備隊が廃止となり、第3港湾哨戒隊が佐世保警備隊隷下に編成替え。
1994年8月19日、除籍。